# Lourdes Benedicto
Lourdes Benedicto, född 12 november 1974 i Brooklyn, är en amerikansk skådespelare, som främst har gjort TV-roller, men som även har medverkat i en del filmer. 
Bendicto har haft återkommande roller i  The Nine, På spaning i New York, Cityakuten, Dawson's Creek och 24. Hon filmdebuterade i Permanent Midnight (1998) och medverkade sedan i Drive Me Crazy (1999), Two Days (2003), The Fighting Temptations (2003) och Unbeatable Harold (2005).